# Chaetopteryx fusca
Chaetopteryx fusca là một loài Trichoptera trong họ Limnephilidae. Chúng phân bố ở miền Cổ bắc.